# Wleń (gromada)
Wleń (do 30 VI 1968 Bystrzyca) – dawna gromada, czyli najmniejsza jednostka podziału terytorialnego Polskiej Rzeczypospolitej Ludowej w latach 1954–1972.
Gromady, z gromadzkimi radami narodowymi (GRN) jako organami władzy najniższego stopnia na wsi, funkcjonowały od reformy reorganizującej administrację wiejską przeprowadzonej jesienią 1954 do momentu ich zniesienia z dniem 1 stycznia 1973, tym samym wypierając organizację gminną w latach 1954–1972.
Gromadę Wleń z siedzibą GRN w mieście Wleniu (nie wchodzącym w skład gromady) utworzono 1 lipca 1968 w powiecie lwóweckim w woj. wrocławskim w związku ze zmianą nazwy gromady Bystrzyca (z siedzibą we Wleniu) na gromada Wleń. Dla gromady ustalono 20 członków gromadzkiej rady narodowej.
Gromada przetrwała do końca 1972 roku, czyli do kolejnej reformy gminnej. 1 stycznia 1973 powiecie lwóweckim utworzono gminę Wleń.